# Decamerè
Decamerè (è citata anche come Dekemhare, Decamare) è una città dell'Eritrea, a sud-est di Asmara, situata a 2060 metri sul livello del mare, con una popolazione di circa 30.000 abitanti. Fiorente centro industriale durante la colonizzazione italiana e nota per i suoi vigneti in virtù del clima mite dovuto all'altitudine e alla piovosità annua di 570 mm, subì notevoli devastazioni durante la Guerra d'indipendenza eritrea (1961-1991).

## Storia
La sua creazione risale agli anni del periodo coloniale italiano per la sua importanza commerciale e strategica, essendo posta sulla strada Asmara-Addis Abeba all'incrocio della strada da Adi Ugri a Nefasit, che dava accesso al porto di Massaua accorciando notevolmente il percorso dall'Eritrea orientale e dell'Etiopia settentrionale. In particolare a Dekemhare venne sviluppato un polo industriale, di cui oggi restano attive soltanto due fabbriche (una delle quali produce biciclette). Durante la Guerra d'Etiopia del 1935-36, Decamerè svolse per questa sua posizione un ruolo importante nelle comunicazioni militari italiane.
A Gura (9 km a sud-est di Decamerè) vi era un aeroporto militare della Regia Aeronautica che al 15 gennaio 1936 era sede dell'8º Stormo e del 9º Stormo.

## Architettura

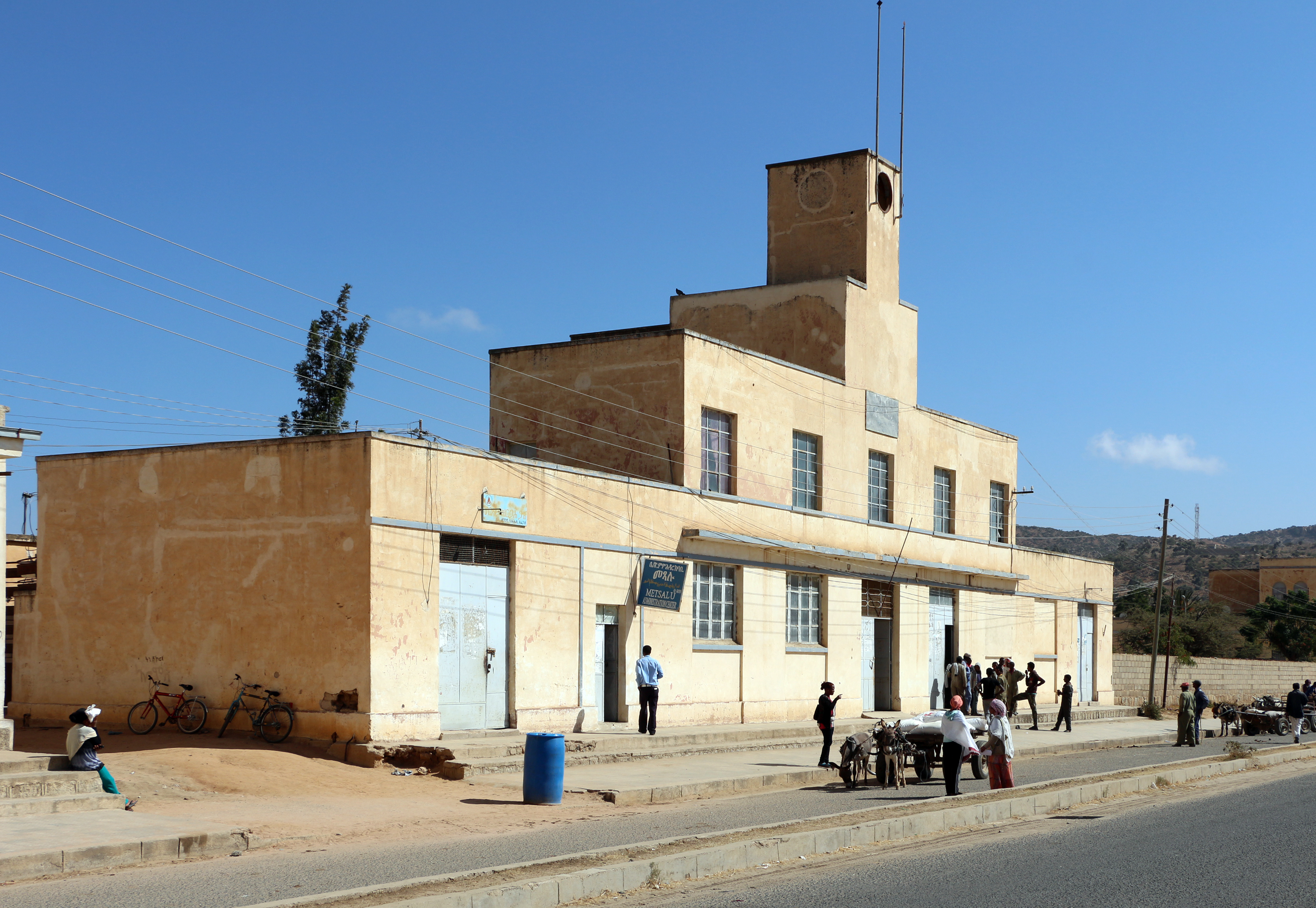
Architettura razionalista a Decamerè

Terminato il conflitto, sorse qui una città di notevoli dimensioni, con moderni edifici in stile '900 tipici del Razionalismo italiano, magazzini, officine, soprattutto di assistenza automobilistica, e stabilimenti vari. Il clima, data la minore altitudine, era più gradito a molti rispetto a quello di Asmara, sicché la città raggiunse già nel 1938 circa 12.800 abitanti, di cui oltre la metà italiani, e continuò a svilupparsi negli anni successivi fino all'occupazione inglese nel 1941.
Con l'esodo degli italiani, che si ritirarono da qui prima che da Asmara, la città decadde grandemente, anche poiché venne meno la sua funzione di nodo commerciale fra Eritrea ed Etiopia settentrionale.
È stata teatro della prima importante offensiva delle forze di liberazione eritree nel dicembre del 1962, dopo l'annessione dell'Eritrea all'Etiopia, subendo parecchie schermaglie e offensive durante l'ultima decisiva battaglia della guerra di indipendenza iniziata a Decamerè il 19 maggio 1991.

## Cinema
Per alcuni mesi nel 1939 a Decamerè e dintorni, vennero girate la maggior parte delle sequenze del film di Goffredo Alessandrini,  Abuna Messias, sulla seconda missione del cardinale Guglielmo Massaia, e la sua opera di apostolato presso le popolazioni locali.
Decamerè è la città natale dell'attrice italo-eritrea Zeudi Araya (10 febbraio 1951), cresciuta però ad Asmara.